# Eduard Stumm
Eduard Stumm (* 5. Mai 1867 in Speyer; † 1. Februar 1920 in Germersheim) war ein deutscher Verwaltungsjurist und Bezirksamtmann.

## Leben
Eduard Stumm studierte in den Jahren von 1885 bis 1889 Rechtswissenschaften an der Ludwig-Maximilians-Universität München und legte 1892 das Große juristische Staatsexamen mit der Note II ab. Im Bezirksamt Dillingen war er als Assessor tätig und dort Mitglied im Historischen Verein.
Zum 16. Oktober 1906 wurde er als Bezirksamtsvorstand im Rang eines Bezirksamtmanns mit der Leitung des Bezirksamtes Germersheim betraut. Dort blieb er – zum Jahresbeginn 1916 zum Regierungsrat ernannt – bis zu seinem Tod am 1. Februar 1920 im Amt. 